# Democrazia totalitaria
La democrazia totalitaria è un sistema di governo democratico in cui lo Stato ha il potere di decidere su ogni cosa e su ogni individuo senza i controlimiti imposti al potere pubblico dal riconoscimento in concreto dei diritti umani.
Si tratta di un regime totalitario mascherato da democrazia, assimilabile alla democrazia illiberale ma più autoritario: "non è più la democrazia che serve agli individui, ma sarebbero gli individui che sono asserviti alla democrazia. Se si vuole eccepire che questa non è più una democrazia, nulla da eccepire. Ma resta utile possedere una denominazione per indicare quale sarà o potrebbe essere il discendente prossimo della liberaldemocrazia".

## Teoria
Nella teorizzazione dello storico israeliano Jacob Talmon si intende una democrazia in cui non è garantita la tutela della minoranza, oppure una democrazia rappresentativa in cui i rappresentanti sono eletti legalmente e mantengono l'integrità dello Stato, ma i cittadini, cui è garantito il diritto di voto, non possono partecipare al processo decisionale del governo; l'esempio, che lui stesso propone, è lo Stato immaginato ne Il contratto sociale di Jean-Jacques Rousseau. Il termine è stato utilizzato con la medesima accezione anche da altri studiosi come Bertrand de Jouvenel, Edward Carr, F. William Engdahl e Sheldon Wolin. Un tipico esempio fu il governo del Comitato di salute pubblica in Francia durante l'egemonia di Robespierre o la democrazia plebiscitaria di Napoleone.